# バレーボールウクライナ男子代表
バレーボールウクライナ男子代表は、バレーボールの国際大会で編成されるウクライナの男子バレーボールナショナルチームである。
1991年にソビエト連邦から独立し、1992年に国際バレーボール連盟へ加盟。

## 過去の成績

### オリンピックの成績
- 出場なし

### 世界選手権の成績
- 1998年 - 10位
- 2002年 - 欧州予選敗退
- 2006年 - 欧州予選敗退
- 2010年 - 欧州予選敗退
- 2014年 - 欧州予選敗退
- 2018年 - 欧州予選敗退
- 2022年 - 7位

### 欧州選手権の成績
| - 1993年 - 6位 - 1995年 - 10位 - 1997年 - 7位 - 2003年 - 予選敗退 - 2005年 - 12位 - 2007年 - 予選敗退 | - 2009年 - 予選敗退 - 2011年 - 予選敗退 - 2013年 - 予選敗退 - 2019年 - 7位 - 2021年 - 13位 - 2023年 - 8位 |  |

## 歴代代表選手
- マクシム・パンテレイモネンコ